# Kirill Zimarine
 (septembre 2019).
Kirill A. Zimarine (né en janvier 1971) est un banquier et homme d'affaires russe, PDG de RCB Bank et conférencier spécialisé dans la promotion des opportunités d'investissement à Chypre,,. 

## Éducation
En 1993, Zimarine obtient un baccalauréat en économie des pays étrangers et en relations internationales à l'Université d'État de Moscou Lomonossov, suivie d'un doctorat en 1996 et d'un doctorat en économie en 2015. 
En 1998-2003, Zimarine est professeur invité des universités de Moscou et Varsovie[réf. nécessaire].

## Carrière

### Russie
Zimarine commence à travailler dans le domaine bancaire en 1993. Il travaille dans plusieurs banques de taille moyenne en tant que courtier sur les marchés financiers, chef des opérations internationales et cadre supérieur[réf. nécessaire].
En 2003, il rejoint le groupe VTB, où il occupe les fonctions de chef de département à Vneshtorgbank (aujourd'hui Bank VTB), de vice-président président du conseil d'administration de CJSC Vneshtorgbank Retail Services (renommé VTB24 en 2006) et de chef de la Division des investissements bancaires. 

### Chypre
En 2005, Zimarine rejoint RCB Bank (alors Russian Commercial Bank) en tant que directeur général adjoint et membre du conseil d'administration. Depuis 2008, il est PDG et continue d’être administrateur. RCB Bank est l'une des plus grandes institutions financières de Chypre. 
Depuis 2008, Zimarine est président de l'Association des banques internationales à Chypre. L’association a été créée à Limassol en 2002 et représente les intérêts des banques internationales à Chypre, réunissant actuellement 23 banques. 
Depuis 2011, Zimarine est membre du groupe de pilotage des affaires internationales de la Fédération bancaire européenne (EBF). Le groupe de pilotage suit les questions relatives aux accords commerciaux bilatéraux OMC / AGCS / UE et à la législation étrangère, en particulier aux États-Unis, qui concernent les banques européennes. 
Depuis 2011, Zimarine est également administrateur d'Association of Cyprus Banks,. 
En 2016, Zimarine est nommé membre du Conseil consultatif présidentiel international des entreprises, qui joue un rôle important dans la définition de la politique des entreprises à Chypre. 
En décembre 2016, lors de la cérémonie de signature du premier accord EFSI à Chypre entre le Fonds européen d'investissement et RCB Bank Ltd, Zimarine déclare : « Le rôle du système bancaire à Chypre est de fournir les liquidités indispensables aux entreprises en bonne santé qui souhaitent concrétiser leurs plans d'investissement et de croissance. C'est ainsi que nous aidons les efforts du gouvernement pour parvenir à une croissance viable ». 